# Tornova

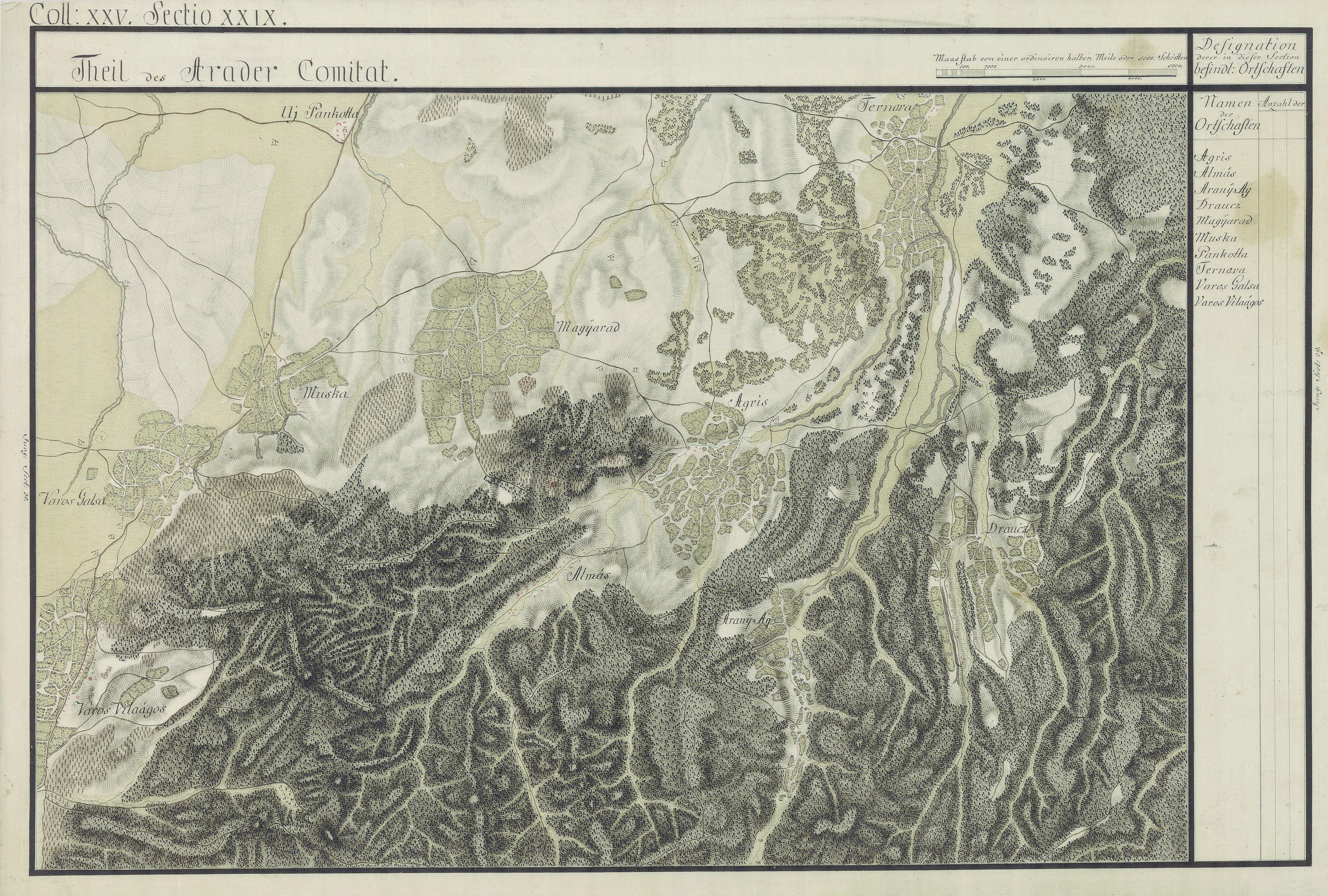
Tornova egy 1700-as évekből való térképen

Tornova (Târnova) település Romániában, a Partiumban, Arad megyében.

## Fekvése
Világostól északkeletre, Muszka és Selénd közt fekvő település. Két patakja is van: az aranyági- és almási-patak. A kettő összefolyik. A község határát érinti a Jordán-patak is.

## Története
Tornova nevét 1406-ban említette először oklevél Thornowa néven, mint az Egregyi Kolbász család egyik birtokát. 1490-ben Thernowa, 1888-ban Ternova, 1913-ban Tornova néven írták.
1628-ban Ternovát Bethlen János kapta, 1732-ben Raynald modenai herceg és báró Solymosi Lajos voltak birtokosai.
1910-ben 3043 lakosából 2815 román, 217 magyar volt. Ebből 2795 görögkeleti ortodox, 134 római katolikus, 42 evangélikus volt.
A trianoni békeszerződés előtt Arad vármegye Tornovai járásához tartozott.
Lakói földműveléssel és a szomszédos hegyekben szőlőmunkával foglalkoztak.